# 妳是妳
「妳是妳」（日语：君は君だよ）是SMAP的第9張單曲，於1993年9月9日由Victor Entertainment發行。

## 簡介
- 動畫「百變小姬子」第三季片尾歌。[2][3]
- 「妳是妳」的新錄制版本收錄在1995年1月1日發售的《Cool》單曲版本則收錄在2001年3月23日發售的《Smap Vest》，B面歌曲收錄在2001年8月8日發售的《pamS》。

## 收錄曲
1. 君は君だよ
  - 作詞:小倉めぐみ  / 作曲:谷本新 / 編曲:重実徹
2. どうしても君がいい
  - 作詞:小倉めぐみ  / 作曲:馬飼野康二  / 編曲:CHOKKAKU
3. 君は君だよ (オリジナル・カラオケ)
4. どうしても君がいい (オリジナル・カラオケ)

## 相關連結
- 妳是妳（页面存档备份，存于） （Victor Entertainment）（日語）